# قوچان (سامان)
قوچان، روستایی از توابع شهرستان سامان در استان چهارمحال و بختیاری ایران است.

## جمعیت
این روستا در دهستان زرین قرار دارد و براساس سرشماری مرکز آمار ایران در سال ۱۳۹۰، جمعیت آن ۶۶۰ نفر (۲۱۴ خانوار) بوده‌است.